# Вліссінген (шаховий турнір)
Міжнародний шаховий турнір Hogeschool Zeeland Tournament у місті Вліссінген (Нідерланди) проходить починаючи з 1995 року.
| #   | Рік  | Переможець                          |
| --- | ---- | ----------------------------------- |
| (1) | 1995 | Олексій Барсов (Узбекистан)         |
| (2) | 1996 | Артур Коган (Ізраїль)               |
| 1   | 1997 | Ігор Глек (Росія)                   |
| 2   | 1998 | Михайло Гуревич (Бельгія)           |
| 3   | 1999 | Альберто Давід (Люксембург)         |
| 4   | 2000 | Іван Соколов (Боснія і Герцеговина) |
| 5   | 2001 | Єрун Пікет (Нідерланди)             |
| 6   | 2002 | Фрісо Нейбур (Нідерланди)           |
| 7   | 2003 | Рустам Касимджанов (Узбекистан)     |
| 8   | 2004 | Крішнан Сашікіран (Індія)           |
| 9   | 2005 | Фрісо Нейбур (Нідерланди)           |
| 10  | 2006 | Михайло Красенков (Польща)          |
| 11  | 2007 | Фабіано Каруана (Італія)            |
| 12  | 2008 | Лазаро Брузон (Куба)                |
| 13  | 2009 | Михайло Красенков (Польща)          |
| 14  | 2010 | Крішнан Сашікіран (Індія)           |
| 15  | 2011 | Костянтин Ланда (Росія)             |
| 16  | 2012 | Дімітрі Рейндерман (Нідерланди)     |
| 17  | 2013 | Михайло Красенков (Польща)          |
| 18  | 2014 | Михайло Красенков (Польща)          |
| 19  | 2015 | Баадур Джобава (Грузія)             |